# Red Brigade Trust
La Red Brigade Lucknow, puis Red Brigade Trust est une organisation non gouvernementale basée en Inde, dans la ville de Lucknow (capitale de l'état de l'Uttar Pradesh). Elle a été fondée en novembre 2011 par Usha Vishwakarma et se concentre sur la protection des femmes des violences commises contre elles par les hommes, utilisant pour cela l'intermédiation et l'apprentissage de la défense personnelle.

## Historique
En 2009, Usha Vishwakarma, victime d'une tentative de viol à 18 ans, ouvre une école près de sa maison, pour y recevoir les jeunes filles qui souhaitent faire leurs études sans passer par l'école publique. Victimes de violences régulières, les filles sont incitées par leurs parents à rester à la maison pour être protégées, obérant leurs chances d'une meilleure éducation. Vishwakarma décide alors de former un groupe de défense dans son quartier, ses membres achetant des salwar kameez rouges et noirs. Les jeunes indiennes sont régulièrement soumises à des violences sexuelles au sein même de leurs familles, par des membres de celles-ci ou des proches du cercle familial. Dans 95 % des cas de viol, la victime a moins de 20 ans et connaît déjà son agresseur. Ainsi est fondée la Red Brigade en novembre 2011.
En 2012, une affaire de viol collectif à New Delhi, dans laquelle la victime succombe à ses blessures, et où l'action des autorités est fortement critiquée, met en lumière le travail de Vishwakarma, et lui permet de multiplier ses troupes. Partie de quinze participantes, l'association rassemble aujourd'hui une centaine de membres sur Lucknow, et 8 500 dans tout le pays. Plus de 40 000 (47 000 selon l'organisation) femmes ont pu être formées à ces cours, bien au-delà des limites de l'état dans lequel l'organisation a été fondée. En 2016, leur action s'étend désormais aux états de Delhi, d'Assam, de Tamil Nadu, de Kerala et du  territoire de Pondichéry.
La Red Brigade ainsi créée devient en 2014 un trust, Usha Vishwakarma en devenant la première directrice-adjointe.

## Actions
Regroupant au départ une quinzaine de femmes victimes de ces abus (pour la plupart issues de milieux très pauvres), sous la direction de Vishwakarma, la Red Brigade s'occupe principalement de jeunes filles, vivant dans un logement ou dans la rue, entre 16 et 25 ans généralement, mais parfois bien plus jeunes. L'association prend en charge les cas d'hommes au comportement dangereux pour les femmes : les membres lui rendent visite, demandent parfois à la police de s'impliquer dans leur démarche. Dans les cas où cette approche ne suffit pas, elles prennent en charge les suites potentielles. Elle agit également contre les violences envers les autres femmes en enseignant des techniques d'autodéfense aux potentielles victimes.
Les membres de l'association portent une tenue rouge et noire, le rouge couleur du danger et de la lutte, le noir couleur de la révolte.
À partir de 2016, l'association lance la campagne « 100 schools 100 days » visant à entraîner les jeunes étudiantes à des méthodes d'autodéfense (krav-maga, nishasthra kala) et à des ateliers de renforcement de leur confiance en elles.

## Renommée
En Inde, leur action est reconnue par les forces de l'ordre, malgré l'absence de statistiques concrètes sur les effets de leur travail, bien qu'elles critiquent certaines de leurs méthodes. Dans le quartier Madiyav de Lucknow où l'organisation est née, les autorités locales estiment que les agressions sexuelles auraient chuter de moitié depuis que le groupe a été créé.
Les autres associations de défense des femmes sont également partagées,.
Usha Vishwakarma a reçu le soutien en 2014 de la grande vedette de Bollywood Amitabh Bachchan, alors qu'elle participait à son émission Kaun Banega Crorepati (en) avec l'actrice Priyanka Chopra. Le 13 février 2018, pour la journée nationale de la femme, l'organisation est invitée par l'université de Hyderabad (en) pour célébrer l'anniversaire de la naissance de Sarojini Naidu, jouant dans la rue des saynètes inspirées par la vie de la poétesse indépendantiste.
La réputation de l'association dépasse largement les frontières de l'Inde, attirant l'attention du public occidental aux États-Unis, en Australie, en Europe... En novembre 2016, la Red Brigade reçoit l'aide de la mission française « Krav Maga and Women Protection », issue de la Fédération européenne de krav-maga ; cette mission devient en 2017 l'association Krav Maga Women Protect, ayant pour objectif d'enseigner les rudiments du krav-maga, art martial de défense, aux membres de la Red Brigade. Un groupe des Red Brigades joue un rôle central dans le roman Le Cerf-volant, de Lætitia Colombani.